# لغات العلوم
لغات العلوم هي لغاتٌ وسيطةٌ تستخدمها جماعةٌ علميةٌ واحدةٌ أو عدة جماعاتٍ علميةٍ للتواصل الدولي. ووفقًا لمؤرخ العلوم مايكل جوردين، فإن اللغات العلمية هي "إما أشكالٌ محددةٌ من لغةٍ معينةٍ تُستخدم في إجراء العلوم، أو مجموعةٌ من اللغات المتميزة التي يُمارس بها العلم". يختلف هذان المصطلحان، إذ يصف أحدهما نثرًا مميزًا بلغةٍ معينة، بينما يصف الآخر اللغات المستخدمة في العلوم السائدة.